# Bradypodion damaranum
Bradypodion damaranum är en ödleart som beskrevs av  George Albert Boulenger 1887. Bradypodion damaranum ingår i släktet Bradypodion och familjen kameleonter. Inga underarter finns listade.